# Cmentarz na Psim Polu
Cmentarz Komunalny Psie Pole – cmentarz we Wrocławiu, założony w 1996 na osiedlu Psie Pole. Ze względu na brzmienie oficjalnej nazwy często nazywany Cmentarzem Kiełczowskim lub Cmentarzem przy ulicy Kiełczowskiej.
Decyzja o budowie nowego cmentarza komunalnego została podjęta ze względu na fakt wyczerpywania się miejsc grzebalnych na dwóch największych tego typu nekropoliach we Wrocławiu: Osobowickim i Grabiszyńskim. Cmentarz na Psim Polu spełnia wymogi stawiane nowoczesnym cmentarzom, jest przystosowany nie tylko do tradycyjnych pochówków ziemnych ale też urnowych, zarówno w ziemi jak i w kolumbariach. Docelowo cmentarz ma mieć powierzchnię 50 ha, w chwili obecnej powierzchnia wynosi 20 ha. W skład kompleksu cmentarnego wchodzą także budynki zarządu, dom pogrzebowy i krematorium – jedyne we Wrocławiu.

## Znane osoby pochowane na cmentarzu
- prof. Janusz Grzonkowski (1935–2016) – artysta plastyk
- prof. Eugeniusz Konik (1914–2002) – historyk
- prof. Arkadiusz Kozubek (1947–2016) – biochemik[2]
- prof. Mieczysław Pater (1927–2017) – historyk, nauczyciel akademicki Uniwersytetu Wrocławskiego
- Ignacy Rutkiewicz (1929–2010) – dziennikarz, publicysta, dwukrotny prezes PAP
- gen. Robert Satanowski (1918–1997) – dyrygent i dowódca wojskowy
- Włodzimierz Szczęsny (1955–2008) – podróżnik i alpinista
- Tomasz Komenda
- prof. Andrzej Szmajke (1953–2016) – polski psycholog